# Archer John Porter Martin
Archer John Porter Martin (født 1. marts 1910, død 28. juli 2002) var en engelsk kemiker og nobelprismodtager.